# 水戶龍聖之

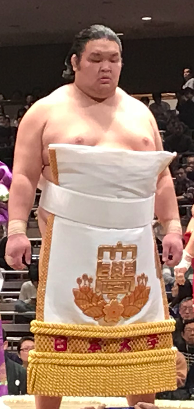

水戶龍聖之（1994年4月25日—），原名Turbold Baasansuren，蒙古國烏蘭巴托出身的現役日本大相撲力士。身高188cm、體重195kg、血型A型。他在2017年開始專業相撲生涯，最高位置東前頭16枚目（2022年9月場所），所屬的相撲部屋是錦戶部屋。 

## 早期生活與教育
在蒙古長大的Turbold是一位出色的運動員，他參加柔道，籃球，飛鏢和速滑等許多不同的運動。他特別擅長速滑並具有在地區級別上獲勝的能力。他後來刑日本鳥取垮北高中留學並開始學習相撲。高中畢業後，他進入了日本大學及其相撲俱樂部。 在大學的第三年，他贏得了全日本相撲錦標賽的冠軍，這使他獲得了第一個外國出身業餘橫綱的頭銜。次年，他擔任相撲俱樂部隊長，贏得了全國學生相撲冠軍。

## 生涯
大學畢業後，Turbold進入了由前關脇水戶泉政人出任親方的錦戶部屋，他業餘相撲的成功使他得到幕下付出的身分，從而使他跳過了較低的部門，並從幕下15枚目開始。他的職業生涯是失敗的記錄開始的，但很快就反彈了，並連續獲得了三項記錄。在獲得這一連串的勝利記錄後，他被晉升為十兩。他也是錦戶部屋第一位關取。他在第一次以新十兩身份作賽獲8:7勝越的紀錄，隨後又獲得了另一項獲勝記錄，儘管他最後四天因受傷不得不退出。在下一場比賽中，他僅獲6-9的成績負越。在接下來的比賽中，他以8-7的勝利記錄反彈，但之後以7-8的成績輸掉了他的第三條記錄。他再次反彈，以9-6的成績獲得了他的最高勝利紀錄。